# Prospero Centurione Fattinanti
Prospero Centurione Fattinanti (Génova, 1510 - Génova, 1581) foi o 70.º Doge da República de Génova.

## Biografia
Eleito a 17 de outubro de 1575, foi o vigésimo quinto desde a reforma bienal e o septuagésimo na história republicana. O mandato do Doge Centurione Fattinanti foi caracterizado principalmente pelos acontecimentos que chocaram Génova e a sua República naqueles anos, divididos entre as duas "velhas" e "novas" facções nobres: as primeiras agora em minoria no Senado e na cidade pelas saídas espontâneas da capital genovesa, e a última chamada a governar com novas alianças populares. Quando o mandato terminou a 17 de outubro de 1577, o antigo Doge Prospero Centurione Fattinanti foi nomeado procurador perpétuo e foi o único e último cargo público que ocupou. Ele faleceu em Génova em 1581.